# Supraglottoplastik
Supraglottoplastik är en operation på struphuvudets mjukdelar ovanför stämbandsplanet. Syftet med operationen är att åstadkomma en bättre andning hos patienter som av någon orsak har trånga förhållanden i struphuvudets övre öppning. Den vanligaste anledningen att operas med supraglottoplastik är laryngomalaci, men operationen gör även på utvalda patienter med svår supraglottisk EILO.